# آرنولد شونبرگ

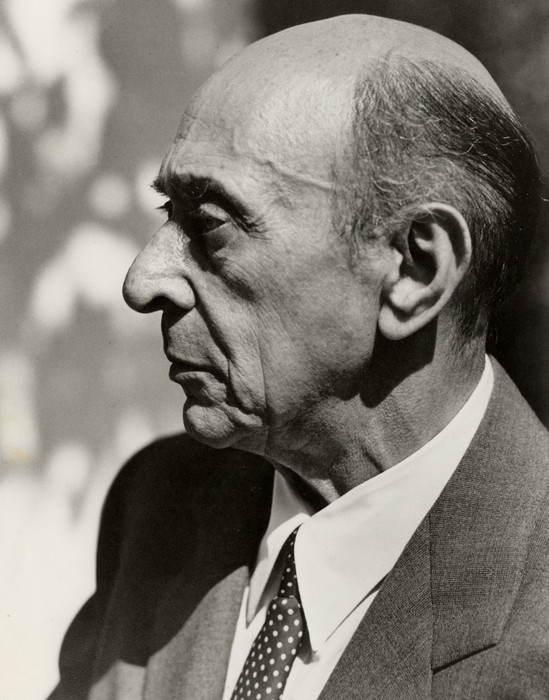
آرنولد شونبرگ، لس آنجلس، ۱۹۴۸

آرنولد شونبرگ (به آلمانی: Arnold Schönberg) آهنگ‌ساز و نظریه‌پرداز اتریشی در ۱۳ سپتامبر ۱۸۷۴ در وین به دنیا آمد و در ۱۳ ژوئیه ۱۹۵۱ در لس آنجلس درگذشت.
آرنولد شونبرگ آهنگ‌ساز، موسیقی‌دان و نظریه‌پرداز خودآموخته، بنیان‌گذار مکتب دوم موسیقی وین به همراه دو تن از شاگردانش آنتون وبرن و آلبان برگ می‌باشد. او در سراسر زندگی خود به آموزش موسیقی پرداخت. از دیگر شاگردان او جان کیج، اتو کلمپرر، لئوپولد استوکوفسکی و… بودند.

## زندگی و آثار

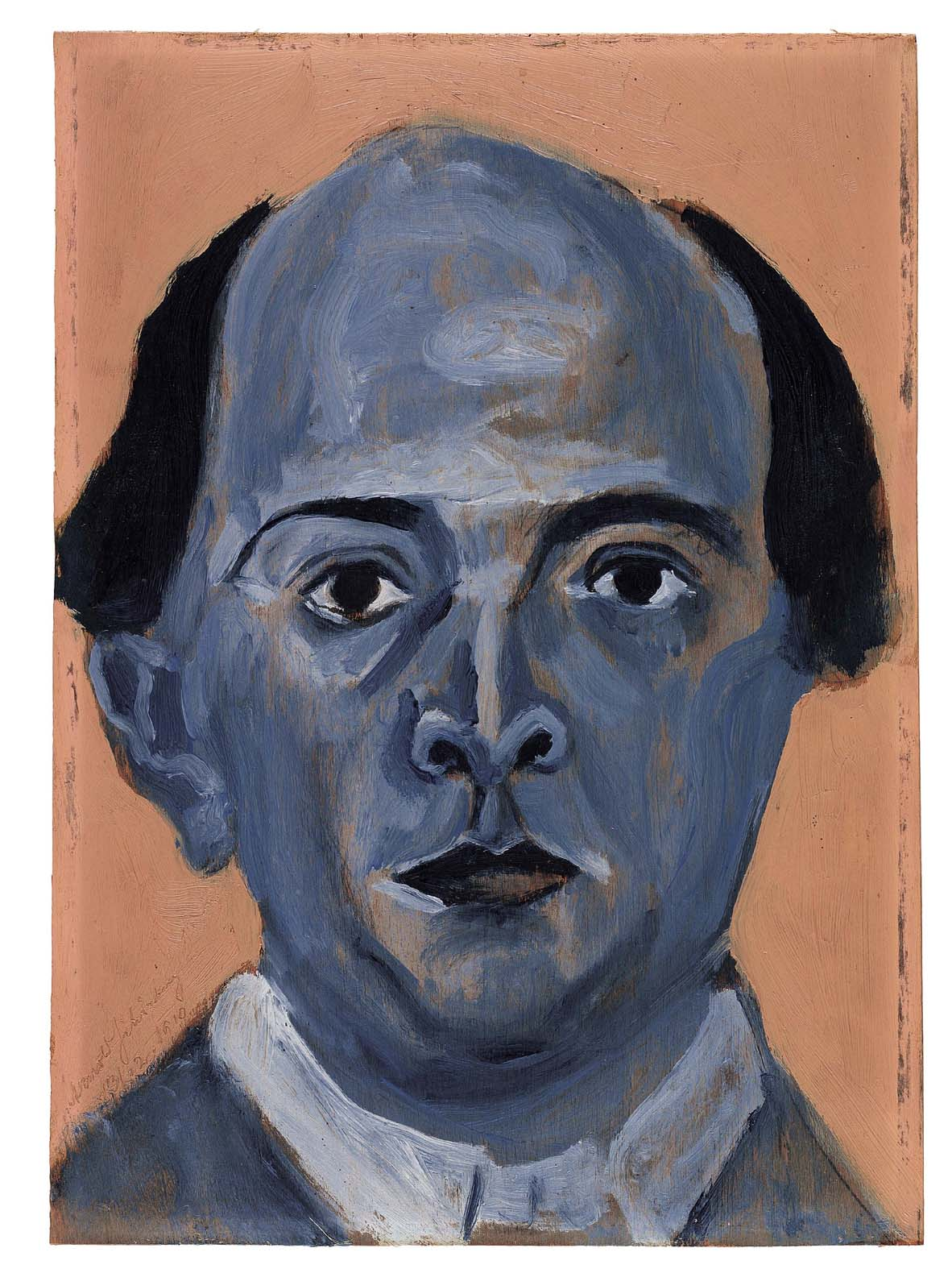
تصویر نقاشی شده زندگی و آثار آرنولد شونبرگ

با وجود اینکه مادرش نوازنده پیانو بود ولی به‌جز چند درسی که در زمینه کنترپوان از شوهرخواهر خود فرا گرفت، موسیقی‌دانی خودآموخته بود. در سال‌های ۲۰ زندگی‌اش، با سازبندی اپرتها هزینه زندگی خود را فراهم می‌کرد و هم‌زمان به آفرینش آثار هنری دست می‌زد؛ آثاری که در آن‌ها شیفتگی خود را به ریشارد واگنر و ریشارد اشتراوس نشان می‌داد از آن جمله «شب دگرگون» برای شش ساز زهی در سال ۱۸۹۹ و کانتات غیرمذهبی در دو قسمت و چهارنوازی برای سازهای زهی شماره ۱ در ۱۹۰۵؛ پس از این دوره در پی دگرگونی‌های ژرفی که در بینش او به موسیقی به‌وجود آمد، او با آفرینش آثار جدیدی، موسیقی تونال را کنار گذاشت و به گسترش نظریه‌ای که در آن آواز و سخن گفتن بسیار به هم نزدیک می‌شوند پرداخت. برای نمونه به‌ویژه باید از قطعه «پیروی ماه گون» برای هشت ساز و سوپرانو در سال ۱۹۱۲ نام برد. با این اثر شونبرگ خود را به عنوان رهبر جنبش آتونال به جامعه می‌شناساند. داریوس میو این قطعه را در پاریس اجرا می‌کند و پس از آن بحث و جدل‌های بسیاری در اروپا بین هواداران و مخالفان آتونالیته درمی‌گیرد. ایگور استراوینسکی در «سه شعر ژاپنی» و موریس راول در «سه شعر از مالارمه» زیر نفوذ این قطعه قرار دارند.
از آن‌جا که شونبرگ بسیار میهن‌پرست بود و با وجود سن بالایی که داشت در نخستین جنگ جهانی به عنوان داوطلب وارد جنگ شد و در پشت جبهه خدمت کرد، امری که دشمنی آهنگ‌ساز میهن‌پرست دیگری به نام کلود دبوسی را در جبهه روبه‌رو در پی‌ داشت.
شونبرگ همواره در پی به وجود آوردن روش جدیدی در آهنگ‌سازی بود و بسیار به مطالعه آثار آهنگ‌سازان پیش از خود به‌ویژه باخ، موتسارت و برامس می‌پرداخت و سرانجام این پژوهش‌ها به آفرینش روشی جدید در آهنگ‌سازی به نام «سری» (موسیقی سریال) انجامید که او را به عنوان موسیقی‌دانی پیشرو شناساند. از جمله آثاری که با این روش نوشته شده‌اند می‌توان به سوئیت برای پیانو در ۱۹۲۳، چهارنوازی برای سازهای زهی شماره ۳ در ۱۹۲۷ و واریاسیون برای ارکستر اشاره کرد.
حزب نازی در آلمان او را آهنگ‌سازی یهودی و فاسد می‌خواند. بنابراین شونبرگ در سال ۱۹۳۳ به آمریکا کوچ کرد و در آن‌جا نظریه موسیقایی خود را به نام روش (گام) دوازده‌نتی با نوشتن آثاری چون کنسرتو برای ویلن در ۱۹۳۶، «در ستایش ناپلئون» برای صدای باریتون، ۲ ویلن، آلتو، ویلنسل و پیانو در ۱۹۴۲، کنسرتو برای پیانو و سه‌نوازی برای سازهای زهی در ۱۹۴۶، «یک بازمانده از ورشو» در ۱۹۴۷، گسترش داد.
با این‌که منزل شونبرگ و استراوینسکی بسیار نزدیک هم بود ولی او که استراوینسکی را همیشه مورد نقد قرار می‌داد، هرگز حاضر نشد به دیدار او برود و با او گفت‌وگو کند. هرچند که در این زمینه استراوینسکی هم بهتر از او نبود اما پس از مرگِ شونبرگ، از انتقاد کردن او دست برداشت و از نظریه‌های او به نیکی سخن گفت.

## موسیقی شونبرگ
شونبرگ در آغاز زندگی هنری‌اش بسیار رمانتیک و کارهایش در ادامه سنت‌های ژرمنی (آلمانی) بود. او از ستایش‌گران بی چون و چرای آهنگ‌سازان پیش از خود چون باخ، موتسارت، بتهوون، برامس و واگنر بود و سرانجام موفق شد دو دیدگاه متضاد موسیقی واگنر و برامس را با یکدیگر آشتی دهد؛ کاری که در آن دوره ناممکن انگاشته می‌شد. او پس از یک‌سری تجزیه و تحلیل‌های بسیار شخصی که از موسیقی رمانتیک و روند دگرگونی‌ها در هارمونی در تاریخ موسیقی و به‌ویژه پایان دوره رومانتیک انجام داد، به روش جدیدی دست یافت که آن را روش «دوازده نتی» (موسیقی دوازده‌نغمه‌ای) نامید (او از کاربرد عنوان موسیقی آتونال برای آثارش پرهیز داشت). شونبرگ می‌انگاشت که در این دوره تغییرات تونالیته (پرده‌گردانی) بیش از پیش و با فاصله‌های زمانی کمتری صورت می‌گیرد و به‌کارگیری روزافزون نت‌های بیگانه همچون آپوجیاتورها، برودری‌ها و… باعث شده‌است تا گوش شنوندگان به شنیدن صداهای نامطبوع هر چه بیشتر خو بگیرد. بنابراین به‌تدریج آثاری نوشت که هر چه بیشتر از روش تونال فاصله می‌گرفت و یافتن روشی که جایگزین روش تونال شود، تمام اندیشه او را به خود مشغول کرده بود (او از وجود اثری از فرانتس لیست به نام «باگاتل بدون تونالیته» بی‌خبر بود).
بدون تونالیته تمام موسیقی اروپای شرقی که بر این روش بنا نهاده شده‌است، از هم فرو می‌پاشید. با این روش درجه‌ها، نمایان، زیر نمایان و کاربرد نت‌ها در آکورد از بین می‌روند؛ بنابراین شونبرگ بر آن شد تا دستور استفاده‌ای برای موسیقی دوازده‌نتی خود بیافریند که آن را آهنگ‌سازی سریال نامید تا از خطر بی‌نظمی که در نتیجه ناپدید شدن تونالیته به‌وجود می‌آمد، جلوگیری کند. بنابراین استفاده از روش سریال و دوازده‌نتی توسط خود او قانونمند گردید. نخستین اثری که او با رعایت دقیق این قوانین آفرید «والس» اپوس ۲۳ می‌باشد با این سری دوازده نت: دو دیز، لا، سی، سل، لا بمل، سل بمل، سی بمل، ر، می، می بمل، دو، فا

## شونبرگ
همزمان با شونبرگ یکی از آهنگ‌سازان هم‌دوره او به نام یوزف ماتیاس هوور نیز به نوعی روش دوازده نتی دست یافته بود که البته شباهت زیادی به روش شونبرگ ندارد و بدون دخالت شونبرگ تکمیل شده‌است.
شونبرگ همچنین به نویسندگی نیز می‌پرداخت، به‌جز کتاب‌ها و گفتارهایی که دربارهٔ یهودیت نگاشت (او یک‌بار به مسیحیت گرایید ولی بعد دوباره یهودی شد). چندین نمایش‌نامه، دفتر شعر و آثاری در زمینه موسیقی نوشت، از جمله نامدارترین آن‌ها «رساله هارمونی».
او همچنین نقاشی می‌کرد و در این کار آن‌قدر مهارت داشت که آثارش در کنار آثار واسیلی کاندینسکی و فرانتس مارک معرفی می‌شد. او به‌ویژه تصویرهایی را از چهره خودش کشید که یکی از آن‌ها از پشت است. همچنین او یک بازیکن تنیس بود و گاهی به دیدن همسایه‌اش جرج گرشوین می‌رفت تا او را به مبارزه بخواند.

## برخی از آثار
- ۴ اپرا
- سمفونی مجلسی
- سونات ویولن
- سرناد برای هفت نوازنده
- آثار زیادی برای پیانو
- کنسرتو برای ویولن و ارکستر
- کنسرتو برای پیانو و ارکستر
- کنسرتو برای ویولنسل و ارکستر
- چندین چهارنوازی برای سازهای زهی